# 만인구원론
만인구원론(萬人救援論) 혹은 보편구원론(普遍救援論)은 모든 인류가 궁극적으로 구원받아 하느님과 올바른 관계로 회복될 것이라는 보편적 화해 교리에 초점을 맞춘 기독교 신학이다. 보편주의(universalism)라고도 한다.
만인구원론이라는 용어는 1820년대에 러셀 스트리터가 처음 사용했는데, 그는 1785년 9월 14일에 최초의 보편주의 교회 중 하나를 설립한 애덤스 스트리터의 후손이었다. 일부 기독교 보편주의자들은 초기 기독교 시대(6세기 기독교 이전)에 이것이 기독교에 대한 가장 흔한 해석이었다고 주장한다.
공식적인 교파로서의 만인구원론은 18세기 후반 미국 보편주의 교회와 함께 시작되었다. 만인구원론자들을 하나로 묶는 단일 교파는 없지만, 일부 교파는 만인구원론의 원칙 중 일부를 가르치거나 이에 개방적이다. 대신, 이들의 회원들은 미국 유니테리언 협회와 통합되어 1961년에 유니테리언 보편주의 협회를 형성했다.

## 신앙
보편주의자 토마스 휘테모어는 그의 저서 『보편주의에 대한 평이한 안내』에서 다음과 같이 썼다. "보편주의자들을 구별하는 감정은 이것이다. 결국 인류의 모든 개개인은 거룩하고 행복하게 될 것이다. 이것은 그들의 믿음 전체를 포함하는 것이 아니라, 그들에게 고유하고 그들이 세상의 다른 사람들과 구별되는 특징일 뿐이다."
만인구원론의 나머지 핵심 신념은 일반적인 기독교와 일치한다.
- 하느님은 모든 인간을 사랑하는 부모이다.
- 예수 그리스도는 하느님의 본성과 성품을 드러내며 인류의 영적 지도자이다(새언약 참조).
- 인류는 죽음으로 끝나지 않는 불멸의 영혼을 가지고 있거나, 하느님에 의해 부활하거나 보존될 유한한 영혼을 가지고 있으며, 하느님은 이를 완전히 파괴하지 않으실 것이다.[7]
- 죄는 이생이나 내세에서 죄인에게 부정적인 결과를 초래한다.

1899년, 후에 미국 보편주의 교회로 불리게 된 보편주의 총회는 다섯 가지 원칙을 채택했다: 하느님에 대한 믿음, 예수 그리스도에 대한 믿음, 인간 영혼의 불멸성, 죄악된 행동의 결과, 그리고 보편적 화해이다.

## 지옥에 대한 견해
만인구원론자들은 지옥이 존재하는지에 대해 의견이 갈린다. 그러나 그들은 만약 지옥이 존재한다면, 그곳에서의 처벌은 교정적이고 치료적이며 영원히 지속되지 않는다는 데 동의한다.

### 연옥적 지옥과 교부 보편주의
연옥적 보편주의는 일부 초기 교부들, 특히 알렉산드리아의 클레멘스, 오리게네스, 그리고 니사의 그레고리오스와 같은 그리스어 사용자들의 믿음이었다. 이들은 구원받지 못한 사람들이 지옥을 경험할 것이지만, 지옥은 핵심 성경 구절에 따라 교정적이며(영원하거나 순전히 응보적이지 않음) 정화 또는 회심 후에 모든 사람이 천국에 들어갈 것이라고 주장한다.
4세기 기독교 신학자이자 주교인 타르수스의 디오도로스는 다음과 같이 썼다. "악인들에게는 벌이 있지만, 그들에게 준비된 불멸이 불이익이 되지 않도록 영구적이지는 않다. 그들은 그들의 악행의 양에 따라 짧은 기간 동안 정화될 것이다. 그러므로 그들은 짧은 시간 동안 벌을 받겠지만, 끝없는 불멸의 축복이 그들을 기다리고 있다 ... 그들의 많고 중대한 죄에 대해 가해질 형벌은 그들에게 보여질 자비의 크기에 비하면 훨씬 미치지 못한다."
초기 교부 역사를 연구하는 학자 일라리아 라멜리는 "일부 사람들의 생각에, 보편적 구원은 오리게네스( 185–253/54c.)에 의해 이교 철학에서 기독교로 유입된 이단적인 사상이다"라고 썼다. 라멜리는 이러한 견해가 잘못되었으며, 기독교 신학자들이 모든 사람이 구원받을 것이라고 선언한 최초의 사람들이었고, 그렇게 한 이유는 그리스도에 대한 그들의 믿음에 뿌리를 두고 있다고 주장한다.
동방 정교회 신학자 데이비드 벤틀리 하트는 초기 기독교 문헌, 신학 전통, 성경, 그리고 논리를 바탕으로, 만약 하느님이 모든 것을 창조한 선한 창조주라면, 그는 실패 없이 모든 사람의 구원자라는 주장을 펼친다. 그의 책 『모두 구원받을 것이다』에서 그는 일부 또는 모든 사람이 영원한 저주를 받을 것이라고 믿는 학파의 반대자들을 "지옥주의자"라고 부른다.

### 기독교 역사에서의 영원한 지옥
만인구원론자들은 영원한 지옥 교리가 그리스도의 가르침이나 초기 교회에 속하지 않았으며, 나중에 추가되었다고 주장한다. 신학자 에드워드 비처에 따르면, 초기 4세기 동안 6개의 주요 신학 학파가 있었으며, 그 중 단 하나만이 영원한 지옥의 개념을 주장했다.

#### 지옥이 영원하다는 개념의 기원
만인구원론자들은 그리스어 αιών (aion – 시대의 한 에포크)의 오역이 영원한 지옥이라는 개념을 낳았다고 지적한다. 켄 빈센트 박사는 "그리스어 aion이 라틴 불가타로 번역되었을 때, aion은 '영원한'을 의미하는 aeternam이 되었다"고 썼다. 그는 또한 영원한 지옥 개념에 대한 최초의 기록은 라틴어로 글을 쓴 테르툴리아누스에게서 비롯되었다고 말한다.
영원한 지옥 개념의 두 번째 주요 출처는 4세기 신학자 아우구스티누스였다. 작가 스티브 그레그에 따르면, 테르툴리아누스의 글과 아우구스티누스의 영원한 지옥에 대한 견해와 글이 일시적인 지옥에 대한 다른 견해들을 "압도"했다. 먼저 아우구스티누스의 지옥에 대한 견해는 초기 라틴 교회에서 받아들여졌고, 종교 개혁 전까지 아우구스티누스의 영원한 지옥에 대한 견해는 의문시되지 않았다.

#### 그리스어aion의 오역
aion이라는 단어가 "시대" 또는 "시간적"이라는 함축을 가지고 있는 것에 대해, 19세기 신학자 마빈 빈센트는 다음과 같이 썼다.
Aion, 곧 에온은 시작과 끝이 있으며 그 자체로 완결된 길거나 짧은 기간을 의미합니다. 아리스토텔레스(페리 우라노우, i. 9,15)는 말합니다: "한 사람의 삶 전체를 포함하는 기간을 각자의 에온이라고 한다." 따라서 이는 호메로스에서 삶(aion)이 떠나거나 소모된다고 할 때처럼 사람의 삶을 의미하기도 합니다 (일리아드 v. 685; 오디세이 v. 160). 그러나 이는 인간의 삶에만 국한되지 않습니다; 그리스도 이전 시대, 천년왕국 시대, 신화적 시대 등 사건의 과정 속 어떤 기간도 의미합니다.
형용사 aionios 또한 시간의 개념을 내포합니다. 명사나 형용사 모두 그 자체로 끝없거나 영원하다는 의미를 내포하지는 않습니다. 오히려 영원하다는 의미의 aidios가 유다서 6절에서 특정 시점으로 의미가 제한되듯이, 그들의 함축에 의해 그러한 의미를 얻을 수 있습니다. Aionios는 특정 기간 동안 지속되거나 그 기간에 속한다는 의미입니다. 명사와 형용사 모두 제한된 기간에 적용됩니다.
일시적 또는 물질적인 것에 습관적으로 적용되는 단어들은 그 자체로 끝없다는 의미를 내포할 수 없습니다. 하느님께 적용될 때조차도, 우리는 aionios를 영원한 것으로 번역할 필요가 없습니다. 물론 하느님의 삶은 끝이 없습니다; 그러나 문제는 하느님을 aionios라고 묘사할 때, 그분의 존재 기간을 묘사하려 했는지, 아니면 어떤 다른 더 큰 개념이 의도되었는가입니다.

#### 영원한 지옥 개념에 대한 반론
저자 토마스 탤벗은 영원한 지옥 개념이나 일부 영혼이 파괴될 것이라는 개념을 믿는다면, 모든 존재를 구원하려는 것이 하느님의 뜻과 소원이라는 생각을 포기하거나, 하느님은 원하지만 "이 문제에 있어서 자신의 뜻을 성공적으로 이루고 자신의 소원을 만족시키지 못할 것"이라는 생각을 받아들여야 한다고 말한다.
저자 데이비드 번필드는 사람이 죽은 후에도 하느님이 계속 사람들에게 복음을 전파하신다는 사후 견해를 옹호한다(역대상 16:34; 이사야 9:2; 로마서 8:35–39; 에베소서 4:8–9; 베드로전서 3:18–20; 4:6).

## 역사
샤프-헤르조그 기독교 백과사전 (1912)에 따르면, 기독교 역사 초기 500년 동안 적어도 여섯 개의 신학 학파에 대한 기록이 있다. 이 학파 중 네 곳은 보편주의 학파였고(알렉산드리아, 안티오키아, 카에사레아, 에데사–니시비스 학교) 하나는 조건부 불멸주의를 가르쳤으며(에페소스) 마지막 하나는 영원한 지옥을 가르쳤다(카르타고 또는 로마). 그러나 백과사전은 또한 대부분의 현대 학자들이 이러한 초기 학파를 보편주의 학파로 분류하는 것에 이의를 제기할 것이라고 지적한다.
초기 미국 만인구원론의 중요한 인물은 조지 드 베네빌로, 그는 프랑스의 위그노 설교자이자 의사였으며, 만인구원론을 옹호하다 투옥된 후 펜실베이니아로 이주하여 계속해서 이 주제에 대해 설교했다. 드 베네빌은 미국 원주민과의 우호적이고 존중하는 관계와 시대에 앞선 다원적이고 다문화적인 영적 진리에 대한 견해로 유명했다. 그의 가장 중요한 업적 중 하나는 미국에서 처음으로 인쇄된 독일어 성경인 자우어 성경을 제작하는 데 도움을 준 것이다. 이 성경 버전에서는 보편적 화해를 가르치는 구절들이 굵은 글씨로 표시되었다.
다른 중요한 근대 초기 만인구원론 지도자로는 엘하난 윈체스터가 있다. 그는 침례교 설교자로, 연옥에서 일정 기간을 보낸 후 모든 영혼의 보편적 구원을 주장하는 여러 권의 책을 썼으며, 필라델피아에 최초의 보편주의 교회를 설립하고 사우스캐롤라이나에서 노예화된 아프리카계 미국인들을 위한 교회를 세웠다. 뉴잉글랜드의 보편주의 설교자이자 작가인 호세아 발루, 그리고 퀘이커 배경을 가진 작가이자 복음주의자로서 성결 운동과 여성 참정권, 금주 운동에 적극적이었던 한나 위톨 스미스 등이 있다.
찰스 필모어와 미르틀 필모어가 1889년에 설립한 유니티 기독교 학교는 하느님의 완전한 선함, 인간 존재의 신성한 본성, 그리고 하느님이 사람들을 지옥으로 단죄한다는 전통적인 기독교 신앙의 거부와 같은 일부 보편주의 신념을 가르쳐왔다.
20세기 초, 애팔래치아 지역의 일부 원시 침례교인들은 보편주의 사상을 지지하기 시작했다. 1924년경, 이 교회들은 분리되어 원시 침례교 보편주의를 형성했다. 그들은 종종 "노 헬러(No Hellers)"로 알려져 있으며, 이생에서의 일시적인 처벌과 하느님으로부터의 분리가 유일한 지옥이라고 믿는다.

미국 보편주의 교회의 로고

미국 보편주의 교회는 20세기 초중반에 점차 쇠퇴하여 1961년 미국 유니테리언 협회와 합병하여 오늘날의 유니테리언 보편주의 협회를 만들었는데, 이는 공식적으로 기독교 신학에만 국한되지 않는다. 보편주의 교회가 별도의 교단으로서의 종말과 함께 만인구원론은 다음 수십 년 동안 거의 잊혀졌다. 그러나 유니테리언 보편주의 기독교 친교회는 유니테리언 보편주의 전통의 기독교인들과 유니테리언주의 및 보편주의에 관심 있는 진보적인 기독교인들을 위한 단체로 남아 있다.
1940년대와 1950년대의 늦은 비 운동에 참여했던 오순절 배경의 일부 기독교인들은 보편주의 교회 전통과는 별개로 독자적으로 만인구원론 사상을 믿게 되었다. 그들은 보편적 화해와 신성화 교리를 강조했다. 이러한 사상들은 주로 1950년대부터 1980년대까지 뉴스레터와 순회 복음 전도자들을 통해 확산되었으며, 일반적으로 "만인구원론"이라는 용어로 식별되지 않았다. 은사 운동 내에서 이러한 믿음을 대표하는 유일한 중요한 조직은 1944년에 설립된 느슨하게 조직된 목회자 및 가정 교회 네트워크인 홈 미션 교회였다.
2007년에는 다양한 교단 배경을 가진 열세 명의 목회자들이 만인구원론의 부흥을 촉진하는 에큐메니컬 조직인 만인구원론 협회를 설립했다.

### 보편적 화해와 전근대 기독교
예일 대학교 철학과 교수 키스 드로즈는 기독교 성경에 보편적 화해를 가리키는 구절과 일부 사람들에게 파괴 또는 영원한 형벌을 가리키는 구절이 있다고 지적한다. 그는 성경만을 본다면, 보편주의는 성경에 근거할 뿐만 아니라 파괴 또는 영원한 저주라는 입장보다 더 강력한 성경적 근거를 가지고 있다고 주장한다. 초기 기독교인들처럼 그는 이러한 겉보기에 다른 점들을 화해시키는 방법으로, 어떤 사람들에게는 필요한 죄의 정화를 위한 일시적인 장소인 연옥적 지옥을 지적한다.

## 현대 유형
오늘날 만인구원론에는 복음주의적 만인구원론, 은사적 만인구원론, 자유주의적 만인구원론의 세 가지 일반적인 유형이 있으며, 이들은 현재 존재하는 대부분의 식별 가능한 만인구원론 신앙과 실천을 개별적으로 또는 조합하여 설명한다.

### 복음주의적 만인구원론
정통적 또는 전통적인 개신교 교리에서 가장 적게 벗어나는 만인구원론 유형은 복음주의적 (기독교) 만인구원론이며, 이는 성경적 또는 삼위일체적 보편주의라고도 불린다. 복음주의적 만인구원론자들은 지옥 교리를 제외하고 대부분의 신학적 또는 교리적 문제에 대해 보수적인 입장을 취하며, 이 경우 영원한 고통 대신 보편적 화해를 주장한다. 그들은 만인구원론의 근거로 예수 그리스도의 모든 인류 죄에 대한 대속적 속죄를 강조하는 경향이 있다.
2006년 한 주류 복음주의 작가(2009년 로빈 패리로 밝혀짐)은 "그레고리 맥도널드"(니사의 그레고리오스와 조지 맥도널드의 이름을 따서 지은 가명)라는 필명으로 『복음주의 만인구원론자』라는 책을 출간했다. 2008년에는 이 책에 영감을 받아 "그레고리 맥도널드"와 토마스 탤벗이 참여하여 복음주의 만인구원론 및 관련 주제를 논의하는 포럼이 개설되었다. 복음주의 만인구원론자들은 복음주의와 칼뱅주의에서 많은 신념을 도출한다. 그들 중 다수는 복음주의 기독교 배경을 가지고 있지만, 이 운동에 동참할 수도 있고 그렇지 않을 수도 있다.
일부 복음주의 만인구원론자들은 자신들의 신념을 설명할 때 "만인구원론"이라는 단어를 사용하지 않으려 하는데, 이는 아마도 보수적인 기독교인들 사이에서 이 단어에 대한 부정적인 함의 때문일 것이다. 복음주의 만인구원론자들 사이에서 사용되는 대안적인 용어로는 "더 큰 희망" 또는 "복된 희망", 그리고 "승리하는 복음" 등이 있다.

### 은사적 만인구원론
은사 운동 또는 오순절주의 배경을 가진 일부 기독교인들은 은사적 (기독교) 만인구원론이라고 불릴 수 있는 만인구원론 버전을 개발했다. 은사적 만인구원론자들은 보통 자신들의 신학을 "만인구원론"이라고 부르지 않고, 일반적으로 자신들의 특정 신념을 "화해"(보편적 화해, 아포카타스타시스 교리의 약어)와 "아들됨"(신성화 교리의 변형인 "현현된 하나님의 아들됨"의 약어)이라는 용어로 지칭한다. 일부 은사적 만인구원론자들은 "초막절"을 오순절 이후의 영적 전통을 나타내는 용어로 사용하는데, 이는 이 유대 절기를 하느님에 대한 더 깊은 지식과 관계, 그리고 인류를 향한 하느님의 계획에 대한 이해로 들어가는 상징적인 해석을 반영한다.
은사적 만인구원론은 신성화를 강조한다. 즉, 그리스도의 재림이 예수님의 문자적인 재림이 아니라 "현현된 하나님의 아들들"인 완전한 인간들의 몸이라는 사상, 그리고 이 아들들이 곧 다가올 시대(천년왕국설)에 땅을 통치하고 모든 다른 인간들을 죄에서 완전함으로 변화시킬 것이라는 사상, 그리고 하느님의 절대 주권, 인간 자유의지의 비존재 또는 심각한 제한, 그리고 하느님의 보편적 화해 계획의 피할 수 없는 승리를 특징으로 한다.
많은 은사주의 만인구원론자들은 가정 교회에서 모이거나 교회에 전혀 속하지 않는다. 은사 운동 내에서 사고방식으로서의 만인구원론의 대부분의 증거는 서로 비공식적으로 연결된 수많은 인터넷 기반 사역에서 발견된다.

### 자유주의 기독교 만인구원론
자유주의 기독교 만인구원론자들에는 일부 주류 개신교 교단 구성원, 뉴에이지 및 신사고 운동의 영향을 받은 일부 사람들, 이머징 처치 운동의 일부 사람들, 예수를 주요 영적 스승으로 계속 따르는 일부 유니테리언 보편주의자들, 그리고 다른 종교적 배경을 가진 일부 기독교인들이 포함된다.
자유주의적 만인구원론은 하느님의 포괄적인 사랑을 강조하며, 다른 형태의 기독교 만인구원론에 비해 비기독교적 영적 전통에서 진리와 가치를 찾는 데 더 개방적이지만, 일반적으로 그리스도 중심적인 입장을 유지한다. 복음주의적 만인구원론과는 대조적으로, 자유주의적 만인구원론은 성경을 신성한 계시를 담고 있는 불완전한 인간 문서로 보며, 반드시 삼위일체를 믿지는 않고, 종종 예수의 십자가형에 대한 견해에서 피의 속죄 신학을 경시하거나 거부한다. 일부 자유주의적 만인구원론자들은 내재신론 및 과정신학과 같은 신비주의 철학, 영혼의 선재 및 환생과 같은 영지주의 또는 뉴에이지 사상, 그리고 끌어당김의 법칙과 같은 신사고 운동 사상을 믿는다.
유니테리언 보편주의 기독교 친교회는 자유주의 기독교 만인구원론자들을 위한 단체이며, 특히 유니테리언 보편주의 협회에 소속된 이들을 위한 단체이다. 유니티 교회는 일부 만인구원론 신념을 가르치는 자유주의 기독교 교단이다.
자유주의 가톨릭교회는 만인구원론을 믿는다. 그들의 신앙 조항에는 "우리는 하느님은 사랑과 권능과 진리와 빛이시며, 완전한 정의가 세상을 다스리며, 그의 모든 자녀는 아무리 멀리 방황하더라도 언젠가는 그에게 이를 것이라고 믿는다"고 선언한다.

### 혼합 유형
2023년 11월 사망하기 전까지 전 오순절 주교 칼튼 피어슨은 자신의 "포용의 복음"을 전파했으며, 그의 가르침과 신념은 은사적 만인구원론과 자유주의 기독교 만인구원론의 혼합 형태였다. 자유주의 기독교 교단인 미국 연합 그리스도의 교회의 목회자였던 피어슨은 오순절 또는 은사적 기독교 형태의 사상과 실천을 계속 믿었다. 피어슨은 뉴에이지와 신사고 운동의 가르침을 그의 메시지에 통합했다. 피어슨은 2004년에 그의 기독교 오순절 및 은사적 동료들에 의해 이단으로 선언되었다.
브라이언 맥라렌은 이머징 처치 운동의 기독교 지도자로, 만인구원론 사상에 공감하지만 이를 전적으로 받아들이지는 않는다.
복원 국가 컨퍼런스와 연관된 많은 목회자와 복음 전도사들은 복음주의와 은사주의 전통을 모두 따르는 만인구원론자들이다. 대표적인 예로는 2006년 더 러닝 채널의 리얼리티 TV 시리즈 『메신저스』의 최종 후보였던 미국 조지아주의 목사이자 로버트 루더포드가 있다. 또 다른 예로는 2004년 남침례회를 떠난 아칸소주 노스 리틀 록의 독립적인 은사주의 침례교 목사 딕 킹이 있다.

### 현대 지지자
칼튼 피어슨 주교가 만인구원론의 한 형태로 개종하고 2004년 아프리카계 미국인 오순절 주교 연합 대학에서 그가 파문당하면서, 피어슨의 인기와 명성 때문에 만인구원론은 언론의 더 많은 주목을 받게 되었다.
2007년 이래로 만인구원론 협회는 미국 및 다른 나라에서 만인구원론을 믿는 30명 이상의 목회자들에게 안수를 주었다.
2024년, 프란치스코 교황은 "제가 말씀드릴 내용은 신앙의 교리가 아니라 저의 개인적인 견해입니다. 저는 지옥이 비어 있다고 생각하고 싶습니다. 그렇게 되기를 바랍니다."라고 말했다. 보편적 구원 개념의 지지자로는 폴란드 추기경 그제고시 리시도 있는데, 그는 2024년 9월 26일 인터뷰에서 "종교를 믿든 안 믿든 모든 사람은 주 예수님의 죽음, 부활, 승천을 통해 구원받는다"고 주장했다.

### 이견
만인구원론자들 사이에는 신학적 배경과 교단 전통에 따라 여러 종교적 문제에 대해 이견이 있다. 몇 가지 예는 다음과 같다.
- 속죄에 대한 다양한 견해
- 비기독교인들이 다른 수단을 통해 구원받는지(포용주의) 아니면 예수 그리스도의 주님 되심을 고백한 후에만 구원이 이루어지는지(배타주의)

## 같이 보기
- 소멸주의
- 아포카타스타시스
- 알렉산드리아 교리학교
- 신화 (기독교)
- 정수-활동 구분
- 가정적 만인구원설
- 기독교 만인구원론자 목록
- 그리스도의 사랑
- 기독교의 사랑
- 전선설
- 원시 침례교 보편주의
- 지옥의 문제
- 구원 (기독교)
- 안티오키아 학파
- 니시비스 학교와 에데사 학교
- 삼위일체적 보편주의
- 무조건적인 사랑
- 보편적 화해
- 무제한 속죄
- "In saecula saeculorum"

## 더 읽어보기
- Bell, Rob ‘’Love Wins: A Book About Heaven, Hell, and the Fate of Every Person Who Ever Lived.’’ 2011, New York City, Harper-one, ISBN 9780062049643
- Bressler, Ann Lee (2001). 《The Universalist Movement in America, 1770–1880》. New York: Oxford University Press.
- Burnfield, David "Patristic Universalism" An Alternative to the Traditional View of Divine Judgment Paperback – January 28, 2016
- 에제키엘 스톤 위긴스 Universalism unfounded being a complete analysis and refutation of the system Published 1867 in 니핀, 온타리오 Universalism unfounded
- Cassara, Ernest, 편집. (1971). 《Universalism in America: A Documentary History of a Liberal Faith》. Skinner House Books.
- Smith, Graeme (2004) Oxford 1937: the Universal Christian Council for Life and Work Conference. Frankfurt am Main: Peter Lang ISBN 3631522320